# WTA Tournament of Champions
Das WTA Tournament of Champions (offiziell: Garanti Koza Tournament of Champions, vorher Qatar Airways Tournament of Champions bzw. Commonwealth Bank Tournament of Champions) war ein Damen-Tennisturnier der WTA Tour. In den Jahren 2009 bis 2011 fand das Turnier auf der indonesischen Insel Bali statt, von 2012 bis 2014 wurde es in Bulgariens Hauptstadt Sofia ausgetragen. 2015 wurde es von der WTA Elite Trophy abgelöst.

## Modus
Bei der ersten Austragung im Jahr 2009 nahmen die zehn bestplatzierten (Einzelweltrangliste) Turniersiegerinnen teil, die nicht für die WTA Tour Championships qualifiziert waren und mindestens ein Turnier der Kategorie International gewonnen hatten. Für die beiden übrigen Startplätze verteilte der Veranstalter je eine Wildcard. Zudem wurde eine Ersatzspielerin eingeladen. Zunächst wurden in vier Gruppen zu jeweils drei Spielerinnen nach dem Round-Robin-Prinzip die Gruppensieger ermittelt. Die vier Ersten spielten die beiden Halbfinalpartien aus, deren Siegerinnen das Finale. Eine Besonderheit bei diesem Turnier war, dass Platz 3 ausgespielt wurde.
Ab 2010 wurden nur noch die sechs bestplatzierten (Voraussetzungen wie 2009) Turniersiegerinnen eingeladen. Für zwei Startplätze gab es weiterhin Wildcards, dazu kam eine Ersatzspielerin. Die vier bestplatzierten Spielerinnen waren gesetzt, die Siegerin wurde im K.-o.-System ermittelt.

## Siegerliste
| Austragungsort | Jahr | Offizieller Turniername                   | Siegerin        | Finalgegnerin           | Ergebnis      |
| -------------- | ---- | ----------------------------------------- | --------------- | ----------------------- | ------------- |
| Bali           | 2009 | Commonwealth Bank Tournament of Champions | Aravane Rezaï   | Marion Bartoli          | 7:5, Aufgabe  |
| Bali           | 2010 | Commonwealth Bank Tournament of Champions | Ana Ivanović    | Alissa Kleibanowa       | 6:2, 7:65     |
| Bali           | 2011 | Commonwealth Bank Tournament of Champions | Ana Ivanović    | Anabel Medina Garrigues | 6:3, 6:0      |
| Sofia          | 2012 | Qatar Airways Tournament of Champions     | Nadja Petrowa   | Caroline Wozniacki      | 6:2, 6:1      |
| Sofia          | 2013 | Garanti Koza Tournament of Champions      | Simona Halep    | Samantha Stosur         | 2:6, 6:2, 6:2 |
| Sofia          | 2014 | Garanti Koza Tournament of Champions      | Andrea Petković | Flavia Pennetta         | 1:6, 6:4, 6:3 |